# マリ軍事クーデター (2012年)
2012年マリ軍事クーデター（マリぐんじクーデター）は、2012年3月21日、マリ共和国の首都バマコにて発生した軍によるクーデターである。

## 背景
マリ共和国では1960年の独立以降、遊牧民トゥアレグ族による反政府闘争が続いてきた。トゥアレグ族は2011年リビア内戦に参加したことにより戦闘経験を積んだほか、高性能の武器をマリに持ち帰ることにより軍事力を強化した。反政府組織・アザワド解放民族運動 (MNLA)のもと組織化されたトゥアレグ族は2012年1月中旬より新たに独立を求め蜂起し、政府軍との紛争(トゥアレグ反乱 (2012年))が勃発したが、軍内部からは武器や資材が不足しているといった不満が生じ、また多くの政府軍兵士が死亡もしくはトゥアレグ族勢力に拘束されていると思われたことから、政府の対応に不満が溜まっていった。

## 推移

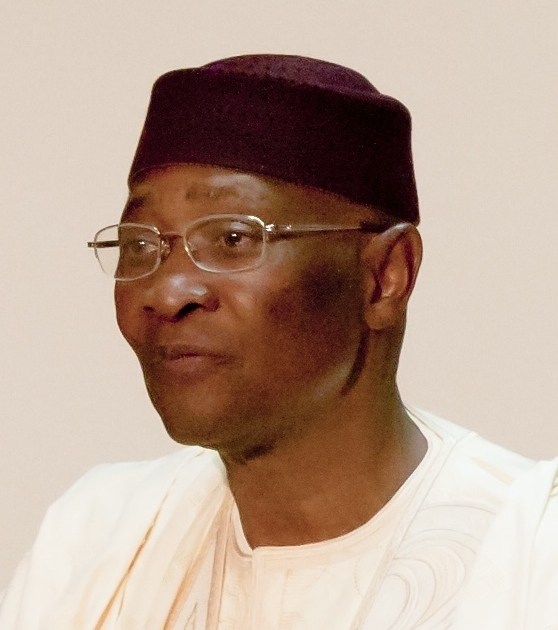
アマドゥ・トゥマニ・トゥーレ(2011年)

2012年、新たに国防大臣に就任したサディオ・ガサマが不満を募らせている兵士のために3月21日、バマコ郊外のクリコロ州カチの軍事キャンプを訪れた。その場で弾薬など武器の充実などを求められたがガサマは色よい返事をせず、このため兵士たちは空砲を撃つなど抗議を開始。バマコに向けて進撃を始め、午後4時半には国営放送局を占拠。大統領府も攻撃し、警備隊との間で銃撃戦が勃発した。スメイル・ブベイエ・マイガ外務大臣や内務大臣など複数人の閣僚が拘束され、アマドゥ・トゥマニ・トゥーレ大統領は銃撃戦開始後に大統領府を脱出したとされる一方で、大統領府にとどまっているとも報じられるなど消息は不明であったが、3月23日にアフリカ連合のジャン・ピン委員会委員長はトゥーレは無事であると述べた。一連の騒乱で38人が怪我をし病院へと運ばれた。
3月22日早朝、反政府勢力は自らを民主主義制定のための全国委員会 (CNRDR)と名乗り、国営テレビを通じて権力掌握と憲法の停止、また国家機関の解体を宣言。クーデターを起こした理由として、トゥーレ政権が「無能な政府」であり、これを終わらせることで責任を取ると決定したこと、また武器が不足していることを挙げた。また国内が再び統一され、領土が保全され次第、民政に移管することも表明した。マリ国内には外出禁止令が出され、バマコでは反乱兵士による暴行やガソリンなどの略奪行為が相次いだ。
国営放送では、クーデターを指導するアマドゥ・サノゴ大尉がトゥーレ大統領に代わって権力を掌握したと宣言した。
この混乱に乗じてMNLAはさらに北部攻勢を進め、4月6日に北部をアザワド（右上地図中の赤枠領域）とするアザワド独立宣言を発表。対応を迫られた反乱軍は同日、制裁を課してきた西アフリカ諸国経済共同体(ECOWAS)と制裁解除を条件に、実権をディオンクンダ・トラオレ国会議長に移譲することで合意。政権の座を追われていたトゥーレは4月8日に正式に大統領の辞任を表明し、トラオレは4月12日に暫定大統領に就任。マリ共和国はクーデター発生22日後に民政に復帰した。

## 国外の反応
- 国際連合 - 潘基文事務総長はクーデターを非難し、司法の回復を求めた[15]。
- アフリカ連合 - 反乱軍を非難する立場[8]。3月23日にはマリ共和国の加盟資格を停止した[4]。
- 西アフリカ諸国経済共同体 - 反乱軍を非難する立場[8]。
- アメリカ合衆国 - ジェイ・カーニー（英語版）ホワイトハウス報道官は、反乱軍による政権転覆を強く非難。トゥーレ政権支持を表明し、憲法による統治に戻るよう求めた[16]。
- 中国 - 洪磊外務省報道官は事態を注視すると共に、早期の収拾を希望すると表明[15]。
- 南アフリカ共和国 - 反乱軍を非難する立場[8]。